# Руфінґ-фільтр
Руфінґ-фільтр (англ. roofing filter) — смуговий фільтр першої проміжної частоти у короткохвильових радіоприймачах із високою першою проміжною частотою (першою ПЧ) та двома і більше перетвореннями частоти. Частота першої ПЧ у цьому разі зазвичай є вищою за 40 МГц.
Руфінґ-фільтр знаходиться після першого змішувача. Він призначений звузити смугу пропускання для першої ПЧ до 6-20 кГц, що зменшує перевантаження і спотворення у наступних каскадах підсилення і змішування. Такий фільтр істотно поліпшує стійкість приймача до розташованих поблизу смуги пропускання приймача завад. Смугу пропускання приймача визначає не руфінґ-фільтр, а наступний фільтр основої селекції (ФОС). Тут застосовуються кварцові або механічні фільтри, що мають кращі селективні властивості, або ж цифрова обробка сигналів.
Хоча руфінґ-фільтр із смугою 6-20 кГц у більшості випадків забезпечує роботу приймача, для прийому слабких CW-, SSB-сигналів, або при сильних завадах може знадобитися руфінґ-фільтр із меншою смугою пропускання: 1,8 кГц, 500 Гц і навіть 250 Гц. Такі фільтри встановлюються у приймач окремо.